# نانسي آن دينتون
نانسي آن دينتون (بالإنجليزية: Nancy Anne Denton) عالمة اجتماع أمريكية. وهي أستاذة في علم الاجتماع في جامعة ألباني، جامعة ولاية نيويورك، حيث تشغل أيضًا منصب رئيس قسم علم الاجتماع وأستاذة في كلية السياسة العامة. اشتهرت بأبحاثها حول الفصل العنصري في الولايات المتحدة مع دوغلاس ماسي، الذي شاركت معه في تأليف كتاب التمييز العنصري الأمريكي.

## روابط خارجية
- Faculty page